# زیردریایی تیپ یو ۸۷ آلمان
زیردریایی تیپ یو ۸۷ آلمان (به انگلیسی: German Type U 87 submarine) یک زیردریایی از کلاس یوبوت است که در جنگ جهانی اول ساخته شد و توسط نیروی دریایی امپراتوری آلمان اداره می‌شد. این زیردریایی ۱۶ اژدر حمل می‌کرد.